# Nagia megaruna
Nagia megaruna là một loài bướm đêm trong họ Noctuidae.